# Nick of Time (álbum)
Nick of Time é o décimo álbum de estúdio da cantora estadunidenses, Bonnie Raitt. Lançado em 21 de março de 1989. Foi o primeiro álbum de Raitt lançado pela Capitol Records. Um avanço comercial após anos de lutas pessoais e profissionais, Nick of Time liderou a parada Billboard 200, vendendo cinco milhões de cópias, e ganhou três Grammy Awards, incluindo Álbum do Ano, que foi concedido a Raitt e ao produtor Don Was. 
Em 2003, o álbum foi classificado em 229º lugar na 500 Maiores Álbuns de Todos os Tempos da revista Rolling Stone, depois foi reclassificado em 230º lugar na lista de 2012. Em setembro de 2020, foi classificado na posição 492. O álbum também foi incluído no livro 1001 Albums You Must Hear Before You Die. 
Em 2022, o álbum foi selecionado pela Biblioteca do Congresso para preservação no Registro Nacional de Gravações dos Estados Unidos por ser "culturalmente, historicamente ou esteticamente significativo".O álbum está na lista dos 200 álbuns definitivos no Rock and Roll Hall of Fame.

## Faixas
| N.º            | Título                                       | Compositor(es)                | Duração |  |
| 1.             | "Nick of Time"                               | Bonnie Raitt                  | 3:52    |  |
| 2.             | "Thing Called Love"                          | John Hiatt                    | 3:52    |  |
| 3.             | "Love Letter"                                | Bonnie Hayes                  | 4:04    |  |
| 4.             | "Cry on My Shoulder"                         | Michael Ruff                  | 3:44    |  |
| 5.             | "Real Man"                                   | Jerry Lynn Williams           | 4:27    |  |
| 6.             | "Nobody's Girl"                              | Larry John McNally            | 3:14    |  |
| 7.             | "Have a Heart"                               | Bonnie Hayes                  | 4:50    |  |
| 8.             | "Too Soon to Tell"                           | Rory Michael Bourke Mike Reid | 3:45    |  |
| 9.             | "I Will Not Be Denied"                       | Williams                      | 4:55    |  |
| 10.            | "I Ain't Gonna Let You Break My Heart Again" | David Lasley Julie Lasley     | 2:38    |  |
| 11.            | "The Road's My Middle Name"                  | Raitt                         | 3:31    |  |
| Duração total: | Duração total:                               | Duração total:                | 42:31   |  |